# Приз Хаггерти
Приз Хаггерти (англ. Haggerty Award) — это ежегодная награда, вручаемая по результатам голосования лучшему игроку баскетбольного чемпионата США среди студентов университетских команд метрополии Нью-Йорка 1-го дивизиона NCAA, участвующие в Национальном пригласительном турнире (NIT). Голосование проводится среди спортивных обозревателей, входящих в ассоциацию баскетбольных обозревателей метрополии Нью-Йорка (MBWA). Является старейшим и наиболее престижным призом, который присуждается игрокам столичного региона страны. Был учреждён и впервые вручён Джулзу Бендеру из университета Лонг-Айленда в сезоне 1935/36 годов.
Всего лишь два игрока, Дик Макгуайр и Гэри Спрингер, становились лауреатами этой награды, будучи первокурсниками. Пять раз обладателями этой премии становились сразу два игрока (1972, 1984, 1987, 1994 и 2004). Девять игроков: Сид Таненбаум, Дик Макгуайр, Эд Конлин, Джим Макмиллиан, Фил Селлерс, Крис Маллин, Малик Сили, Луис Флорес и Чарльз Дженкинс получали трофей по два раза, причём Макмиллиан, Маллин и Дженкинс выигрывали его трижды. Макмиллиан в сезоне 1971/1972 годов стал чемпионом НБА в составе команды «Лос-Анджелес Лейкерс». Маллин же пять раз принимал участие в матче всех звёзд НБА (с 1989 по 1993), а в 2011 году был избран в зал славы баскетбола. Дженкинс продолжает свою профессиональную карьеру.
В настоящее время лауреатами данной премии становились представители пятнадцати различных студенческих команд. Чаще других победителями этой номинации становились баскетболисты университета Сент-Джонс (27 раз), университета Сетон-Холл (13 раз), университета Лонг-Айленда и университета Хофстра (по 7 раз), Айонского колледжа и Нью-Йоркского университета (по 6 раз), Колумбийского университета и Фордемского университета (по 5 раз).

## Легенда
|           | Сообладатели награды |
| *         | Становились лауреатами Приза Джеймса Нейсмита (1969—) или Приза Джона Вудена (1977—), либо признавались баскетболистом года среди студентов по версии UPI (1955—1996) или Helms Foundation (1905—1979) |
| Игрок (X) | Количество титулов |

## Победители
| Сезон   | Игрок               | Фото | Университет                 | Позиция                                     | Год обучения | Примечания |
| ------- | ------------------- | ---- | --------------------------- | ------------------------------------------- | ------------ | ---------- |
| 1935/36 | Джулз Бендер        |      | Университет Лонг-Айленда    | Лёгкий форвард / Атакующий защитник         | Третий       |            |
| 1936/37 | Бен Крамер          |      | Университет Лонг-Айленда    | Лёгкий форвард / Атакующий защитник         | Четвёртый    |            |
| 1937/38 | Берни Флигель       |      | Городской колледж Нью-Йорка | Тяжёлый форвард / Центровой                 | Четвёртый    |            |
| 1938/39 | Ирв Торгофф         |      | Университет Лонг-Айленда    | Лёгкий форвард / Тяжёлый форвард            | Четвёртый    |            |
| 1939/40 | Бен Ауэрбах         |      | Нью-Йоркский университет    | Лёгкий форвард / Атакующий защитник         | Третий       |            |
| 1940/41 | Джек Гарфинкель     |      | Университет Сент-Джонс      | Разыгрывающий защитник / Атакующий защитник | Четвёртый    |            |
| 1941/42 | Джим Уайт           |      | Университет Сент-Джонс      | Атакующий защитник / Разыгрывающий защитник | Четвёртый    |            |
| 1942/43 | Эндрю Ливейн        |      | Университет Сент-Джонс      | Лёгкий форвард / Атакующий защитник         | Четвёртый    |            |
| 1943/44 | Дик Макгуайр        |      | Университет Сент-Джонс      | Разыгрывающий защитник                      | Первый       |            |
| 1944/45 | Билл Котсорес       |      | Университет Сент-Джонс      | Тяжёлый форвард                             | Четвёртый    |            |
| 1945/46 | Сид Таненбаум       |      | Нью-Йоркский университет    | Атакующий защитник                          | Третий       |            |
| 1946/47 | Сид Таненбаум (2)   |      | Нью-Йоркский университет    | Атакующий защитник                          | Четвёртый    |            |
| 1947/48 | Дольф Шейес         |      | Нью-Йоркский университет    | Тяжёлый форвард / Центровой                 | Четвёртый    |            |
| 1948/49 | Дик Макгуайр (2)    |      | Университет Сент-Джонс      | Разыгрывающий защитник                      | Четвёртый    |            |
| 1949/50 | Шерман Уайт         |      | Университет Лонг-Айленда    | Тяжёлый форвард / Лёгкий форвард            | Третий       |            |
| 1950/51 | Джон Азари          |      | Колумбийский университет    | Атакующий защитник                          | Четвёртый    |            |
| 1951/52 | Ронни Макгилврей    |      | Университет Сент-Джонс      | Разыгрывающий защитник                      | Четвёртый    |            |
| 1952/53 | Уолтер Дьюкс        |      | Университет Сетон-Холл      | Центровой                                   | Четвёртый    |            |
| 1953/54 | Эд Конлин           |      | Фордемский университет      | Атакующий защитник / Лёгкий форвард         | Третий       |            |
| 1954/55 | Эд Конлин (2)       |      | Фордемский университет      | Атакующий защитник / Лёгкий форвард         | Четвёртый    |            |
| 1955/56 | Билл Тибен          |      | Университет Хофстра         | Тяжёлый форвард / Центровой                 | Четвёртый    |            |
| 1956/57 | Чет Форте*          |      | Колумбийский университет    | Разыгрывающий защитник                      | Четвёртый    |            |
| 1957/58 | Джим Каннингем      |      | Фордемский университет      | Атакующий защитник                          | Четвёртый    |            |
| 1958/59 | Эл Сейден           |      | Университет Сент-Джонс      | Разыгрывающий защитник / Атакующий защитник | Четвёртый    |            |
| 1959/60 | Сатч Сандерс        |      | Нью-Йоркский университет    | Лёгкий форвард / Тяжёлый форвард            | Четвёртый    |            |
| 1960/61 | Тони Джексон        |      | Университет Сент-Джонс      | Лёгкий форвард                              | Четвёртый    |            |
| 1961/62 | Лерой Эллис         |      | Университет Сент-Джонс      | Центровой / Тяжёлый форвард                 | Четвёртый    |            |
| 1962/63 | Барри Крамер        |      | Нью-Йоркский университет    | Лёгкий форвард / Тяжёлый форвард            | Третий       |            |
| 1963/64 | Ник Уэркман         |      | Университет Сетон-Холл      | Лёгкий форвард / Тяжёлый форвард            | Четвёртый    |            |
| 1964/65 | Уоррен Исаак        |      | Айонский колледж            | Тяжёлый форвард / Центровой                 | Четвёртый    |            |
| 1965/66 | Альби Грант         |      | Университет Лонг-Айленда    | Лёгкий форвард / Атакующий защитник         | Четвёртый    |            |
| 1966/67 | Сонни Дав           |      | Университет Сент-Джонс      | Тяжёлый форвард / Центровой                 | Четвёртый    |            |
| 1967/68 | Джим Макмиллиан     |      | Колумбийский университет    | Лёгкий форвард                              | Второй       |            |
| 1968/69 | Джим Макмиллиан (2) |      | Колумбийский университет    | Лёгкий форвард                              | Третий       |            |
| 1969/70 | Джим Макмиллиан (3) |      | Колумбийский университет    | Лёгкий форвард                              | Четвёртый    |            |
| 1970/71 | Чарли Йелвертон     |      | Фордемский университет      | Атакующий защитник / Лёгкий форвард         | Четвёртый    |            |
| 1971/72 | Ричи Гарнер         |      | Манхэттенский колледж       | Атакующий защитник                          | Четвёртый    |            |
| 1971/72 | Том Салливан        |      | Фордемский университет      | Центровой                                   | Четвёртый    |            |
| 1972/73 | Билли Шеффер        |      | Университет Сент-Джонс      | Лёгкий форвард / Тяжёлый форвард            | Четвёртый    |            |
| 1973/74 | Билл Кэмпион        |      | Манхэттенский колледж       | Центровой                                   | Третий       |            |
| 1974/75 | Фил Селлерс         |      | Ратгерский университет      | Атакующий защитник / Лёгкий форвард         | Третий       |            |
| 1975/76 | Фил Селлерс (2)     |      | Ратгерский университет      | Атакующий защитник / Лёгкий форвард         | Четвёртый    |            |
| 1976/77 | Рич Лорел           |      | Университет Хофстра         | Атакующий защитник                          | Четвёртый    |            |
| 1977/78 | Джордж Джонсон      |      | Университет Сент-Джонс      | Тяжёлый форвард / Лёгкий форвард            | Четвёртый    |            |
| 1978/79 | Никос Галис         |      | Университет Сетон-Холл      | Атакующий защитник                          | Четвёртый    |            |
| 1979/80 | Джефф Руленд        |      | Айонский колледж            | Центровой / Тяжёлый форвард                 | Третий       |            |
| 1980/81 | Гэри Спрингер       |      | Айонский колледж            | Тяжёлый форвард                             | Первый       |            |
| 1981/82 | Дэн Калландрилло    |      | Университет Сетон-Холл      | Атакующий защитник                          | Четвёртый    |            |
| 1982/83 | Крис Маллин         |      | Университет Сент-Джонс      | Лёгкий форвард / Атакующий защитник         | Второй       |            |
| 1983/84 | Стив Бёртт          |      | Айонский колледж            | Атакующий защитник                          | Четвёртый    |            |
| 1983/84 | Крис Маллин (2)     |      | Университет Сент-Джонс      | Лёгкий форвард / Атакующий защитник         | Третий       |            |
| 1984/85 | Крис Маллин* (3)    |      | Университет Сент-Джонс      | Лёгкий форвард / Атакующий защитник         | Четвёртый    |            |
| 1985/86 | Уолтер Берри*       |      | Университет Сент-Джонс      | Тяжёлый форвард / Лёгкий форвард            | Четвёртый    |            |
| 1986/87 | Кевин Хьюстон       |      | Военная академия США        | Разыгрывающий защитник                      | Четвёртый    |            |
| 1986/87 | Марк Джексон        |      | Университет Сент-Джонс      | Разыгрывающий защитник                      | Четвёртый    |            |
| 1987/88 | Марк Брайант        |      | Университет Сетон-Холл      | Тяжёлый форвард / Центровой                 | Четвёртый    |            |
| 1988/89 | Джон Мортон         |      | Университет Сетон-Холл      | Атакующий защитник / Лёгкий форвард         | Четвёртый    |            |
| 1989/90 | Бу Харви            |      | Университет Сент-Джонс      | Разыгрывающий защитник                      | Четвёртый    |            |
| 1990/91 | Малик Сили          |      | Университет Сент-Джонс      | Лёгкий форвард / Атакующий защитник         | Третий       |            |
| 1991/92 | Малик Сили (2)      |      | Университет Сент-Джонс      | Лёгкий форвард / Атакующий защитник         | Четвёртый    |            |
| 1992/93 | Терри Дехер         |      | Университет Сетон-Холл      | Разыгрывающий защитник / Атакующий защитник | Четвёртый    |            |
| 1993/94 | Изетт Бьюкенен      |      | Маристский колледж          | Атакующий защитник / Лёгкий форвард         | Четвёртый    |            |
| 1993/94 | Артурас Карнишовас  |      | Университет Сетон-Холл      | Лёгкий форвард                              | Четвёртый    |            |
| 1994/95 | Джо Гриффин         |      | Университет Лонг-Айленда    | Лёгкий форвард                              | Четвёртый    |            |
| 1995/96 | Эдриан Гриффин      |      | Университет Сетон-Холл      | Атакующий защитник / Лёгкий форвард         | Четвёртый    |            |
| 1996/97 | Чарльз Джонс        |      | Университет Лонг-Айленда    | Разыгрывающий защитник / Атакующий защитник | Третий       |            |
| 1997/98 | Фелипе Лопес        |      | Университет Сент-Джонс      | Атакующий защитник                          | Четвёртый    |            |
| 1998/99 | Рон Артест          |      | Университет Сент-Джонс      | Лёгкий форвард                              | Второй       |            |
| 1999/00 | Спиди Клэкстон      |      | Университет Хофстра         | Разыгрывающий защитник                      | Четвёртый    |            |
| 2000/01 | Норман Ричардсон    |      | Университет Хофстра         | Атакующий защитник / Лёгкий форвард         | Четвёртый    |            |
| 2001/02 | Маркус Хаттен       |      | Университет Сент-Джонс      | Разыгрывающий защитник                      | Третий       | [ 1 ]      |
| 2002/03 | Луис Флорес         |      | Манхэттенский колледж       | Разыгрывающий защитник / Атакующий защитник | Третий       | [ 2 ]      |
| 2003/04 | Андре Барретт       |      | Университет Сетон-Холл      | Разыгрывающий защитник                      | Четвёртый    | [ 3 ]      |
| 2003/04 | Луис Флорес (2)     |      | Манхэттенский колледж       | Разыгрывающий защитник / Атакующий защитник | Четвёртый    | [ 4 ]      |
| 2004/05 | Кидрен Кларк        |      | Университет Святого Петра   | Разыгрывающий защитник                      | Третий       | [ 5 ]      |
| 2005/06 | Квинси Дуби         |      | Ратгерский университет      | Атакующий защитник / Разыгрывающий защитник | Третий       | [ 6 ]      |
| 2006/07 | Джаред Джордан      |      | Маристский колледж          | Разыгрывающий защитник                      | Четвёртый    | [ 7 ]      |
| 2007/08 | Джейсон Томпсон     |      | Райдерский университет      | Тяжёлый форвард / Центровой                 | Четвёртый    | [ 8 ]      |
| 2008/09 | Чарльз Дженкинс     |      | Университет Хофстра         | Разыгрывающий защитник / Атакующий защитник | Второй       | [ 9 ]      |
| 2009/10 | Чарльз Дженкинс (2) |      | Университет Хофстра         | Разыгрывающий защитник / Атакующий защитник | Третий       | [ 10 ]     |
| 2010/11 | Чарльз Дженкинс (3) |      | Университет Хофстра         | Разыгрывающий защитник / Атакующий защитник | Четвёртый    | [ 11 ]     |
| 2011/12 | Скотт Мачадо        |      | Айонский колледж            | Разыгрывающий защитник                      | Четвёртый    | [ 12 ]     |
| 2012/13 | Ламонт Джонс        |      | Айонский колледж            | Атакующий защитник / Разыгрывающий защитник | Четвёртый    | [ 13 ]     |
| 2013/14 | Д’Анджело Харрисон  |      | Университет Сент-Джонс      | Атакующий защитник                          | Третий       | [ 14 ]     |
| 2014/15 | Сир’Доминик Пойнтер |      | Университет Сент-Джонс      | Лёгкий форвард                              | Четвёртый    | [ 15 ]     |
| 2015/16 | Айзея Уайтхед       |      | Университет Сетон-Холл      | Атакующий защитник                          | Второй       | [ 16 ]     |
| 2016/17 | Анхель Дельгадо     |      | Университет Сетон-Холл      | Центровой                                   | Третий       | [ 17 ]     |
| 2017/18 | Шамори Пондс        |      | Университет Сент-Джонс      | Разыгрывающий защитник                      | Второй       | [ 18 ]     |
| 2018/19 | Майлз Пауэлл        |      | Университет Сетон-Холл      | Атакующий защитник                          | Третий       | [ 19 ]     |